# Khanikholla
Khanikholla – gaun wikas samiti w zachodniej części Nepalu w strefie Bheri w dystrykcie Surkhet. Według nepalskiego spisu powszechnego z 2001 roku liczył on 382 gospodarstw domowych i 2373 mieszkańców (1170 kobiet i 1203 mężczyzn).